# Laurentino
Laurentino es un municipio brasileño del estado de Santa Catarina. Tiene una población estimada al 2022 de 7 932 habitantes. Forma parte de la Región metropolitana del Alto Valle de Itajaí.

## Toponimia
Viene del latín "Laurentium", que significa "oro", además era el apellido de unos de los pioneros del lugar.

## Historia
La localidad comenzó su colonización en 1908 con el núcleo central de la población ubicado en dirección al Río Itajaí do Oeste. El distrito se emancipó de Rio do Sul en 1962.